# Une histoire d'amour de Naniwa
Pour plus de détails, voir Fiche technique et Distribution.
Une histoire d'amour de Naniwa (浪花の恋の物語, Naniwa no koi no monogatari) est un film japonais réalisé par Tomu Uchida et sorti en 1959.

## Synopsis
Chubei a été adopté dans la famille Kameya, qui possède une maison de courrier à Osaka. Ces établissements sont notamment chargés d'assurer le transport de sommes d'argent qui leur sont confiées. Chubei est un jeune homme travailleur et naïf, destiné à devenir l'héritier de la maison Kameya et doit épouser Otoku, la fille de la propriétaire. Après une réunion avec des représentants des dix-huit maisons de courrier d'Osaka où il a été décidé du bannissement d'un transporteur ayant détourné un ryō dont il avait la charge, Hachiemon Tanbaya emmène un Chubei récalcitrant à Shinmachi, le quartier des plaisirs, dans la maison Tsuchiya.
Chubei fait la connaissance de la courtisane Umegawa. Le jeune homme cherche dans un premier temps à s'en aller mais la courtisane le convainc de rester et il passe la nuit avec elle. Chubei tombe éperdument amoureux d'Umegawa, il retourne la voir à plusieurs reprises et lorsqu'il apprend que le riche Tobei souhaite racheter le contrat qui lie Umegawa à la maison Tsuchiya, il tente de le devancer en offrant 50 ryō, qui étaient destinés à Hachiemon, au patron de la maison close. Mais cette somme est insuffisante au regard des 250 ryō que doit Umegawa.
Face au changement de comportement inquiétant de Chubei, Myokan la patronne de la maison Kameya l'envoie en mission à Edo. Chubei profite de ce séjour pour faire envoyer un peigne à Umegawa en signe de rupture. Mais peu de temps après son retour, une somme de 300 ryō en provenance d'Edo et destinée à un samouraï lui est confiée. Alors qu'il s’apprête à effectuer sa livraison, ses pas le mènent irrésistiblement vers le quartier des plaisirs de Shinmachi. Il commet alors l'irréparable en brisant le sceau du colis qu'il transporte et rachète le contrat d'Umegaza. Les deux amants fuient vers le village natal de Chubei, mais rattrapés par les autorités, Chubei est exécuté pour détournement de fonds tandis qu'Umegawa est forcée de retourner à la maison close de Tsuchiya.
En tant qu'habitué de la maison Tsuchiya où il a ses habitudes, Chikamatsu Monzaemon est le témoin passif et privilégié de toute cette histoire. Fort de ses observations, il compose pour le compte du théâtre Takemoto une pièce de bunraku qui conte la tragique histoire de Chubei et de la courtisane Umegawa. Le film se clôt sur Chikamatsu qui, du fond du théâtre, observe la représentation de sa pièce alors que se joue la scène où Chubei et Umegawa retrouvent le père de Chubei dans son village natal de Ninokuchi.

## Fiche technique
- Titre : Une histoire d'amour de Naniwa

Portrait d'Umegawa et Chubei - peinture du début du XVIII.

- Titre original : 浪花の恋の物語 (Naniwa no koi no monogatari?)
- Réalisation : Tomu Uchida
- Scénario : Masashige Narusawa, d'après la pièce de bunraku Le Courrier pour l'Enfer (冥途の飛脚, Meido no hikyaku?) écrite par Chikamatsu Monzaemon en 1711[2]
- Photographie : Makoto Tsudoi
- Montage : Shintarō Miyamoto
- Direction artistique : Takatoshi Suzuki
- Musique : Saburō Tominaga
- Production : Hiroshi Ōkawa
- Société de production : Toei
- Pays d'origine :  Japon
- Langue originale : japonais
- Format : couleur - 2,35:1 - 35 mm - Son mono
- Genre : jidai-geki - film en costumes - drame
- Durée : 105 minutes[3] (métrage : 8 bobines - 2888 m[3])
- Date de sortie :
  - Japon : 13 septembre 1959[3]

## Distribution
- Kinnosuke Nakamura : Chubei Kameya
- Ineko Arima : la courtisane Umegawa
- Minoru Chiaki : Hachiemon Tanbaya, l'ami de Chubei
- Kinuyo Tanaka : Myokan Kameya, la propriétaire de la maison de courrier
- Hiromi Hanazono : Otoku, sa fille
- Chiezō Kataoka : Chikamatsu
- Eitarō Shindō : Jiemon Tsuchiya, propriétaire de la maison close d'Umegawa
- Yoshiko Nakamura : Okiyo, sa femme
- Chieko Naniwa : Oen, une employée de cette maison
- Keiko Yukishiro : Chiyozo, une geisha de cette maison
- Eijirō Tōno : le riche Tobei
- Chie Ueki : Otama
- Sumiko Hidaka : Azumagumo

## Autour du film
L'histoire de la pièce de bunraku de Chikamatsu Monzaemon et donc du film, qui en est une adaptation, s'inspire de l'histoire vraie de Chubei Kameya et de la courtisane Umegawa survenue en 1710.

## Distinction
Sauf indication contraire, les informations mentionnées dans cette section peuvent être confirmées par la base de données cinématographiques IMDb,  présente dans la section « Liens externes ».
- Prix Mainichi de la meilleure direction artistique pour Takatoshi Suzuki en 1960